# Välståndsligan
Välståndsligan, eller OECD:s välståndsliga är en lista där OECD-länderna rankas efter köpkraften hos ländernas invånare. Man utgår från BNP per invånare och räknar om till vad man faktiskt får för pengarna genom att använda köpkraftspariteter.
Placeringen i välståndsligan brukar tillmätas betydelse i den politiska debatten i många länder, bland annat Sverige.
Sverige har sedan 1970-talet fallit i välståndsligan, från fjärde plats 1973 till sjätte plats 1983, till elfte plats 1993 och 2003 och, efter en liten tillfällig uppgång 2013 till tionde plats, ner till tolfte plats 2023